# Torre del Barco
La torre del Barco és una casa de Sant Feliu de Codines (Vallès Oriental) inclosa a l'Inventari del Patrimoni Arquitectònic de Catalunya.

## Descripció
La casa és edificada sobre un desnivell força pronunciat. Té una paret mitgera fins a mitjana alçada i per l'altra banda un passadís de pedra d'un dos metres d'amplada la separa la casa veïna. Està construïda amb totxana i ciment i recoberta d'un arrebossat de ciment pintat de color verd. Consta de planta baixa, pis i soterrani. En aquest hi ha el garatge. A cadascun dels pisos hi ha un gran terrat. La supressió de tot element decoratiu i la funcionalitat amb què estan pensats els espais és propi de l'arquitectura racionalista.

## Història
El fet que aquesta casa sigui coneguda com la "Torre del Barco" es deu al fet que, vista des de l'exterior, la disposició espacial dels terrats sembla la de les terrasses d'un vaixell.